# Bruine soldaatboktor
De bruine soldaatboktor (Obrium brunneum) is een keversoort uit de familie van de boktorren (Cerambycidae). De wetenschappelijke naam van de soort werd voor het eerst geldig gepubliceerd in 1793 door Fabricius.